# Szczecinki barkowe

Tułów muchówki z nadrodziny Muscoidea w widoku grzbietowym: szczecinki barkowe oznaczone om

Szczecinki barkowe (łac. chaetae humerales) – rodzaj szczecinek występujący na tułowiu owadów.
U muchówek szczeciny te rozmieszczone są nieregularnie na guzach barkowych, a występują w zwykle w licznie kilku.
U gryzków występuje pojedyncza szczecina barkowa (in. szczecina humeralna) na tergicie przedtułowia. U Liposcelidae stosunek długości tej szczeciny do szczecin sąsiednich jest ważną cechą diagnostyczną.